# Yōko Kamio
Yōko Kamio (jap. 神尾 葉子, Kamio Yōko; * 29. Juni 1966) ist eine japanische Manga-Zeichnerin.
Sie machte eine Lehre als Sekretärin. Bald wandte sie sich dem Manga-Zeichnen zu und veröffentlichte einige Kurzgeschichten in Manga-Magazinen für Mädchen. Nach der fünfbändigen Reihe Merii-san no hitsuji landete sie 1992 mit Hana Yori Dango in Japan einen riesigen Erfolg. Der Manga verkaufte sich über 50 Millionen Mal und ist damit der kommerziell erfolgreichste Shōjo-Manga in Japan. Er wurde als Anime und Fernsehserie umgesetzt und endete erst 2004 nach über 5600 Seiten. Seit 2005 arbeitet sie an Cat Street für das Magazin Bessatsu Margaret.
Für Hana Yori Dango erhielt sie 1996 den Shōgakukan-Manga-Preis.
| Personendaten    | Personendaten                      |
| ---------------- | ---------------------------------- |
| NAME             | Kamio, Yōko                        |
| ALTERNATIVNAMEN  | 神尾 葉子 (japanisch); Kamio, Yoko |
| KURZBESCHREIBUNG | japanische Manga-Zeichnerin        |
| GEBURTSDATUM     | 29. Juni 1966                      |